# Nelson Morales
Nelson Noel Morales nació el 20 de septiembre de 1976. Es un jugador de fútbol que actualmente milita en el Cobán Imperial de la Primera División de Fútbol de Guatemala.

## Trayectoria
Nelson es un defensa central con muy buenas características defensivas y a pesar de su posición se caracteriza por su llegada limpia y sin mala intención. Además es el único jugador que ha ganado más títulos con equipos departamentales. El 6 de junio se estará haciendo un homenaje al "relojito suizo", puesto que ya anunció su retiro del fútbol profesional.

## Clubes
| Club                   | País      | Año         |
| ---------------------- | --------- | ----------- |
| Cobán Imperial         | Guatemala | 2000 - 2008 |
| Deportivo Jalapa       | Guatemala | 2008 - 2010 |
| Xelajú Mario Camposeco | Guatemala | 2010–2013   |
| Cobán Imperial         | Guatemala | 2013        |

### Campeonatos nacionales
| Título                               | Club                   | País      | Año  |
| ------------------------------------ | ---------------------- | --------- | ---- |
| Liga Nacional de Fútbol de Guatemala | Coban Imperial         | Guatemala | 2004 |
| Liga Nacional de Fútbol de Guatemala | Deportivo Jalapa       | Guatemala | 2009 |
| Liga Nacional de Fútbol de Guatemala | Xelaju Mario Camposeco | Guatemala | 2012 |

- Datos: Q6039675